# Ambassade d'Arménie en France
L'ambassade d'Arménie en France est la représentation diplomatique de la république d'Arménie auprès de la République française. Elle est située 9 rue Viète, dans le 17e arrondissement de Paris, la capitale du pays. Son ambassadeur est, depuis 2024, Arman Khachatryan.

## Histoire
Jusqu'en 1991, l'Arménie forme la république socialiste soviétique d'Arménie au sein de l'Union soviétique, laquelle la représente auprès de la France par le biais de ce qui est devenu l'ambassade de Russie.
À la suite de l'effondrement de l'Union soviétique, l'Arménie devient indépendante. Elle convient alors avec la France d'établir des relations diplomatiques par un protocole signé le 24 février 1992 à Erevan. Elle ouvre son ambassade à Paris l'année suivante, concomitamment avec la signature d'un accord de coopération par le président arménien, Levon Ter-Petrossian, et le président français, François Mitterrand, le 12 mars 1993 à Paris,.
En juin 2024, le ministère des Affaires étrangères d'Arménie rachète à l'entrepreneur Charles Beigbeder la résidence du 11 rue Benouville, pour y établir à terme l'ambassade d'Arménie en France. Cette résidence a été auparavant le domicile de l'ancien président de la République Valéry Giscard d'Estaing.

## Ambassadeurs d'Arménie en France
| Date de nomination | Date de nomination | Date de remise des lettres de créance | Date de remise des lettres de créance | Ambassadeur         |
| ------------------ | ------------------ | ------------------------------------- | ------------------------------------- | ------------------- |
| ?                  |                    | 18 décembre 1995                      | [ JORF 1 ]                            | Viguen Tchitetchian |
| ?                  |                    | 10 juin 1997                          | [ JORF 2 ]                            | Vahan Papazian (d)  |
| ?                  |                    | 16 mars 1999                          | [ JORF 3 ]                            | Édouard Nalbandian  |
| ?                  |                    | 2 octobre 2009                        | [ JORF 4 ]                            | Viguen Tchitetchian |
| ?                  |                    | 31 août 2018                          | [ JORF 5 ]                            | Hasmik Tolmajian    |
| ?                  |                    | 13 décembre 2024                      | [ JORF 6 ]                            | Arman Khachatryan   |

## Consulats

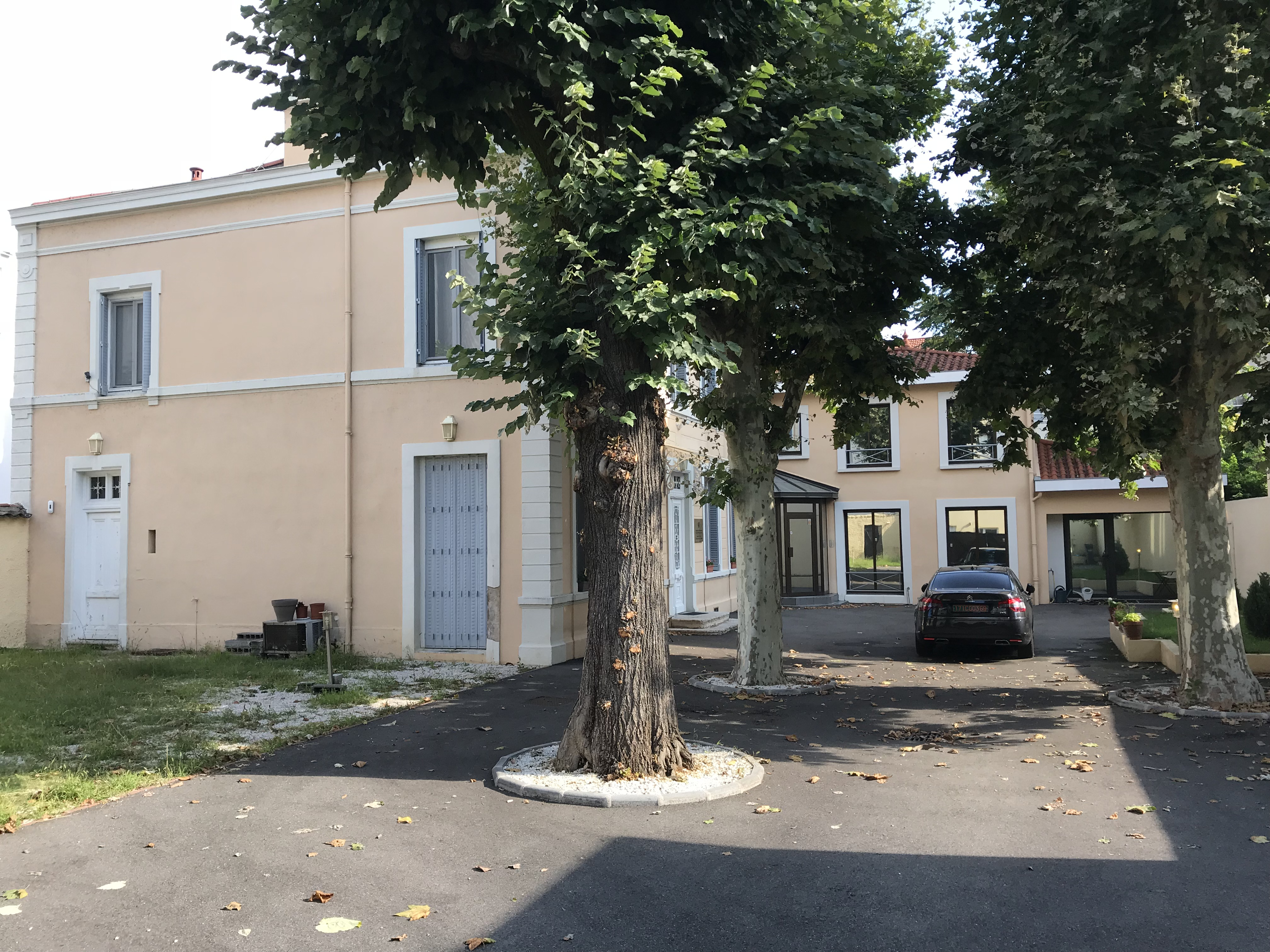
Consulat général d'Arménie à Lyon.

Depuis décembre 2011 l'Arménie a un consulat général à Marseille. Dans la circonscription consulaire du consulat général de Marseille sont incluses les régions Provence-Alpes-Côte d'Azur, Languedoc-Roussillon, Midi-Pyrénées et la Corse,.
L'Arménie inaugure un autre consulat général à Lyon en juillet 2014, après l'annonce de sa création par le président arménien Serge Sargsian en visite officielle en France en décembre 2012.